# 布倫特冰架

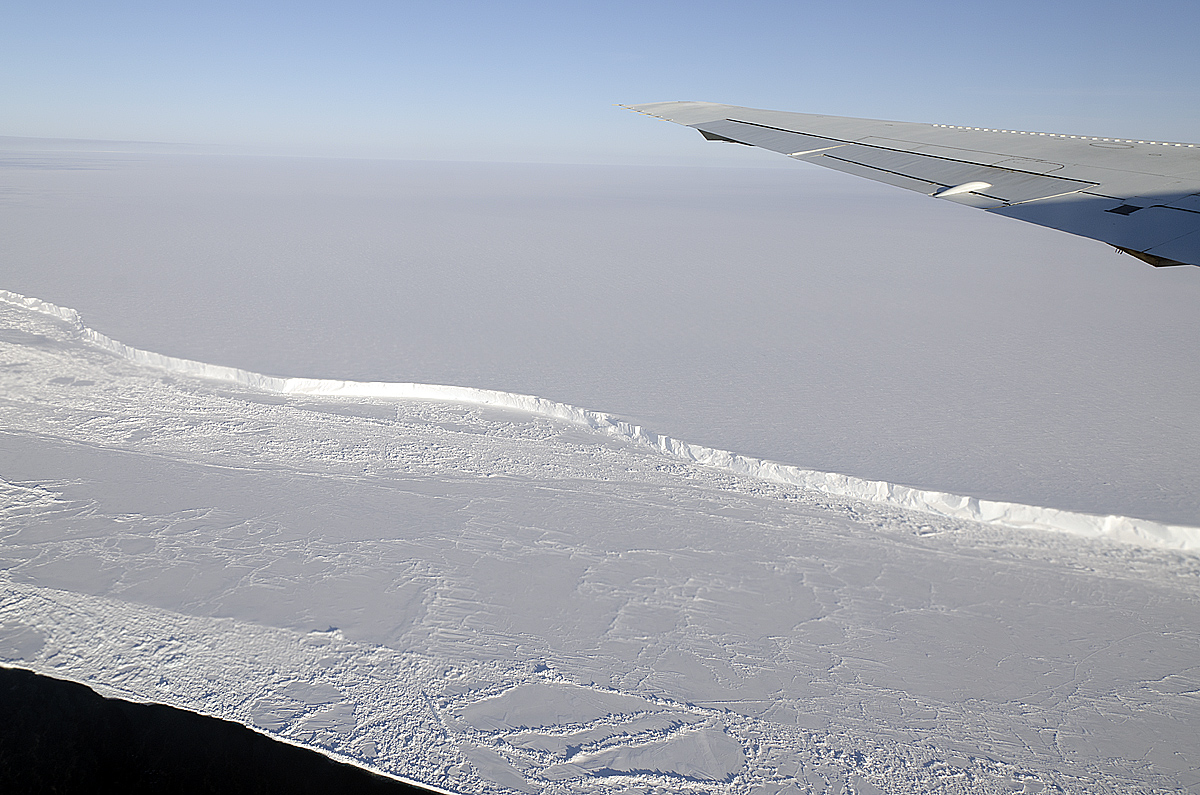

布倫特冰架（英語：Brunt Ice Shelf）是南極洲的冰架，位於東部南極洲的毛德皇后地，處於道森-蘭頓冰川和斯坦科姆-威爾斯冰川，該冰架以英國氣象學家命名，該國的哈雷研究站即設立於此。
75°40′S 25°00′W / 75.667°S 25.000°W